# بيتر هاريسون (مؤرخ)
بيتر هاريسون (بالإنجليزية: Peter Harrison)‏ هو مؤرخ أسترالي، ولد في 1955.